# 费海尔瓦尔丘尔戈
费海尔瓦尔丘尔戈，是匈牙利费耶尔州所辖的一个村。总面积29.64平方公里，总人口1905，人口密度64.3人/平方公里（2011年1月1日）。